# Karlo Letica
Karlo Letica (IPA: [kâːrlo lětitsa]; Spalato, 11 febbraio 1997) è un calciatore croato, portiere del Losanna. È stato ufficialmente nominato dalla Super League svizzera come miglior portiere per due stagioni consecutive (2023/24 e 2024/25).
Letica è uno dei pochi portieri professionisti ad aver segnato un gol all’ultimo minuto e fornito un assist in competizioni ufficiali di livello senior, il che lo colloca in un ristretto gruppo di portieri al mondo ad aver realizzato questa impresa.
Nel giugno 2025 ha sposato Monika Letica nella cattedrale di Spalato.

## Carriera

### Club

#### Gli inizi
Cresciuto nel settore giovanile dell'Hajduk Spalato, dopo dei brevi periodi trascorsi in prestito con Mosor e Val, il 26 agosto 2016 viene ceduto a titolo temporaneo al Rudeš. Rientrato all'Hajduk, inizia la stagione come dodicesimo, salvo poi riuscire ad imporsi come titolare nel ruolo. Il 10 marzo 2018 è entrato nel novero dei portieri goleador, decidendo al 95 minuto la partita vinta per 3-2 contro l'Istria 1961.
Il 15 giugno viene acquistato per 3 milioni di euro dal Club Bruges, con cui firma un quadriennale, diventando così il portiere croato più pagato di sempre.

#### Spal e Sampdoria
Il 20 agosto 2019 si trasferisce a titolo temporaneo con diritto di riscatto alla SPAL. Debutta con gli estensi il 23 giugno 2020 in occasione della sconfitta per 0-1 contro il Cagliari, rimpiazzando l'infortunato Etrit Berisha. Tuttavia le sue prestazioni sono deludenti, tanto che nelle partite finali viene rimpiazzato dal giovane Demba Thiam.
Il 5 ottobre 2020 viene ceduto in prestito alla Sampdoria. Debutta con i doriani il 27 ottobre seguente nel successo per 1-0 contro la Salernitana in Coppa Italia.

#### CFR Cluj
Dopo aver rescisso il contratto che lo legava al Brugge, l'11 ottobre 2021 si accasa tra le file del CFR Cluj.

### Nazionale
Incluso nella lista dei pre-convocati per il Mondiale di Russia 2018, è stato escluso dalla lista definitiva il 21 maggio.

## Statistiche

### Presenze e reti nei club
Statistiche aggiornate al 16 febbraio 2023.
| Stagione           | Squadra            | Campionato         | Campionato | Campionato | Coppe nazionali | Coppe nazionali | Coppe nazionali | Coppe continentali | Coppe continentali | Coppe continentali | Altre coppe | Altre coppe | Altre coppe | Totale | Totale |
| Stagione           | Squadra            | Comp               | Pres       | Reti       | Comp            | Pres            | Reti            | Comp               | Pres               | Reti               | Comp        | Pres        | Reti        | Pres   | Reti   |
| ------------------ | ------------------ | ------------------ | ---------- | ---------- | --------------- | --------------- | --------------- | ------------------ | ------------------ | ------------------ | ----------- | ----------- | ----------- | ------ | ------ |
| 2016-feb. 2017     | Rudeš              | 2. HNL             | 18         | -14        | CC              | 2               | -1              | -                  | -                  | -                  | -           | -           | -           | 20     | -15    |
| 2017-2018          | Hajduk Spalato     | 1. HNL             | 19         | 1; -14     | CC              | 3               | -1              | UEL                | 0                  | 0                  | -           | -           | -           | 22     | 1; -15 |
| 2018-2019          | Club Bruges        | D1                 | 12         | -13        | CB              | 0               | 0               | UCL+UEL            | 3+0                | -5 + 0             | SB          | 1           | -1          | 16     | -19    |
| lug.-ago. 2019     | Club Bruges        | D1                 | 0          | 0          | CB              | 0               | 0               | UCL                | 0                  | 0                  | -           | -           | -           | 0      | 0      |
| Totale Club Bruges | Totale Club Bruges | Totale Club Bruges | 12         | -13        |                 | 0               | 0               |                    | 3                  | -5                 |             | 1           | -1          | 16     | -19    |
| ago. 2019-2020     | SPAL               | A                  | 10         | -29        | CI              | 0               | 0               | -                  | -                  | -                  | -           | -           | -           | 10     | -29    |
| 2020-2021          | Sampdoria          | A                  | 1          | 0          | CI              | 1               | 0               | -                  | -                  | -                  | -           | -           | -           | 2      | 0      |
| 2021-2022          | CFR Cluj           | L1                 | 4          | -1         | CR              | 0               | 0               | -                  | -                  | -                  | -           | -           | -           | 4      | -1     |
| 2022-2023          | Hermannstadt       | L1                 | 12         | -14        | CR              | 2               | -3              | -                  | -                  | -                  | -           | -           | -           | 14     | -17    |
| Totale carriera    | Totale carriera    | Totale carriera    | 76         | 1; -85     |                 | 8               | -5              |                    | 3                  | -5                 |             | 1           | -1          | 88     | 1; -96 |

### Cronologia presenze e reti in nazionale
| Cronologia completa delle presenze e delle reti in nazionale ― Croazia under 21 | Cronologia completa delle presenze e delle reti in nazionale ― Croazia under 21 | Cronologia completa delle presenze e delle reti in nazionale ― Croazia under 21 | Cronologia completa delle presenze e delle reti in nazionale ― Croazia under 21 | Cronologia completa delle presenze e delle reti in nazionale ― Croazia under 21 | Cronologia completa delle presenze e delle reti in nazionale ― Croazia under 21 | Cronologia completa delle presenze e delle reti in nazionale ― Croazia under 21 | Cronologia completa delle presenze e delle reti in nazionale ― Croazia under 21 |
| Data                                                                            | Città                                                                           | In casa                                                                         | Risultato                                                                       | Ospiti                                                                          | Competizione                                                                    | Reti                                                                            | Note                                                                            |
| ------------------------------------------------------------------------------- | ------------------------------------------------------------------------------- | ------------------------------------------------------------------------------- | ------------------------------------------------------------------------------- | ------------------------------------------------------------------------------- | ------------------------------------------------------------------------------- | ------------------------------------------------------------------------------- | ------------------------------------------------------------------------------- |
| 4-9-2017                                                                        | Hartberg                                                                        | Austria under 21                                                                | 1 – 1                                                                           | Croazia under 21                                                                | Amichevole                                                                      | -                                                                               | 46’                                                                             |
| Totale                                                                          |                                                                                 | Presenze                                                                        | 1                                                                               |                                                                                 | Reti                                                                            | 0                                                                               |                                                                                 |

| Cronologia completa delle presenze e delle reti in nazionale ― Croazia under 19 | Cronologia completa delle presenze e delle reti in nazionale ― Croazia under 19 | Cronologia completa delle presenze e delle reti in nazionale ― Croazia under 19 | Cronologia completa delle presenze e delle reti in nazionale ― Croazia under 19 | Cronologia completa delle presenze e delle reti in nazionale ― Croazia under 19 | Cronologia completa delle presenze e delle reti in nazionale ― Croazia under 19 | Cronologia completa delle presenze e delle reti in nazionale ― Croazia under 19 | Cronologia completa delle presenze e delle reti in nazionale ― Croazia under 19 |
| Data                                                                            | Città                                                                           | In casa                                                                         | Risultato                                                                       | Ospiti                                                                          | Competizione                                                                    | Reti                                                                            | Note                                                                            |
| ------------------------------------------------------------------------------- | ------------------------------------------------------------------------------- | ------------------------------------------------------------------------------- | ------------------------------------------------------------------------------- | ------------------------------------------------------------------------------- | ------------------------------------------------------------------------------- | ------------------------------------------------------------------------------- | ------------------------------------------------------------------------------- |
| 14-8-2015                                                                       | Shizuoka                                                                        | Spagna under 19                                                                 | 1 – 2                                                                           | Croazia under 19                                                                | Amichevole                                                                      | -1                                                                              |                                                                                 |
| 16-8-2015                                                                       | Shizuoka                                                                        | Giappone under 19                                                               | 1 – 2                                                                           | Croazia under 19                                                                | Amichevole                                                                      | -                                                                               | 40’                                                                             |
| 7-9-2015                                                                        | Zagabria                                                                        | Croazia under 19                                                                | 1 – 1                                                                           | Inghilterra under 19                                                            | Amichevole                                                                      | -                                                                               | 46’                                                                             |
| 18-9-2015                                                                       | Pola                                                                            | Croazia under 19                                                                | 3 – 1                                                                           | Montenegro under 19                                                             | Qual. Europeo Under-19 2016                                                     | -1                                                                              |                                                                                 |
| 23-9-2015                                                                       | Pola                                                                            | Ungheria under 19                                                               | 1 – 1                                                                           | Croazia under 19                                                                | Qual. Europeo Under-19 2016                                                     | -1                                                                              |                                                                                 |
| 10-11-2015                                                                      | Pola                                                                            | Croazia under 19                                                                | 3 – 1                                                                           | Montenegro under 19                                                             | Amichevole                                                                      | -1                                                                              |                                                                                 |
| 21-2-2016                                                                       | Dongxing                                                                        | Uzbekistan under 19                                                             | 1 – 1                                                                           | Croazia under 19                                                                | Amichevole                                                                      | -1                                                                              | cap.                                                                            |
| 23-2-2016                                                                       | Dongxing                                                                        | Filippine under 19                                                              | 0 – 9                                                                           | Croazia under 19                                                                | Amichevole                                                                      | -                                                                               | cap. 46’                                                                        |
| 25-2-2016                                                                       | Dongxing                                                                        | Cina under 19                                                                   | 0 – 1                                                                           | Croazia under 19                                                                | Amichevole                                                                      | -                                                                               | cap.                                                                            |
| 19-4-2016                                                                       | Zagabria                                                                        | Croazia under 19                                                                | 3 – 0                                                                           | Qatar under 19                                                                  | Amichevole                                                                      | -                                                                               | cap.                                                                            |
| 15-6-2016                                                                       | Chengdu                                                                         | Giappone under 19                                                               | 5 – 0                                                                           | Croazia under 19                                                                | Amichevole                                                                      | -5                                                                              |                                                                                 |
| 19-6-2016                                                                       | Chengdu                                                                         | Rep. Ceca under 19                                                              | 2 – 5                                                                           | Croazia under 19                                                                | Amichevole                                                                      | -                                                                               | 62’                                                                             |
| 12-7-2016                                                                       | Ulma                                                                            | Croazia under 19                                                                | 1 – 3                                                                           | Paesi Bassi under 19                                                            | Europeo Under-19 2016                                                           | -3                                                                              |                                                                                 |
| 15-7-2016                                                                       | Aalen                                                                           | Croazia under 19                                                                | 0 – 2                                                                           | Francia under 19                                                                | Europeo Under-19 2016                                                           | -2                                                                              | 62’                                                                             |
| Totale                                                                          |                                                                                 | Presenze                                                                        | 14                                                                              |                                                                                 | Reti                                                                            | -15                                                                             |                                                                                 |

## Palmarès

### Club

#### Competizioni nazionali
- Druga hrvatska nogometna liga: 1

Rudeš: 2016-2017
- Supercoppa del Belgio: 1

Club Bruges: 2018
- Campionato rumeno: 1

CFR Cluj: 2021-2022